# Giorgi Varazashvili
Giorgi Dimitris dze Varazashvili (in georgiano გიორგი დიმიტრის ძე ვარაზაშვილი?, Giorgi Dimitris dze Varazashvili, in russo Геогрий Дмитриевич Варазашвили?, Georgij Dmitrievič Varazašvili; Jimithi, 12 maggio 1914 – Vittorio Veneto, 6 febbraio 1945) è stato un partigiano e militare georgiano.
Durante la Resistenza italiana (1944-1945) aderì al movimento partigiano entrando nella brigata "Piave". Gli fu conferita la Medaglia di bronzo al valor militare.

## Biografia
Nacque il 12 maggio, 1914 a Jimithi, nella città di Gurjaani in Cachezia, regione orientale della Georgia. Morì a Vittorio Veneto (Treviso) il 6 febbraio 1945.
Varazashvili si diplomò nel 1940 presso l'Accademia di Stato di arti di Tbilisi specializzandosi in scultura. La scultura eseguita come lavoro di laurea "Lo Sportivo" ha ricevuto una valutazione di "Eccellente".
Nel 1940 Varazashvili si arruolò nell'Armata Rossa. Durante la guerra con le forze nazifasciste, nel 1943, fu catturato da militari italiani. Tradotto in campo di concentramento, nel 1944 riuscì a evadere e a unirsi ai partigiani.

## 6 febbraio 1945
Arrivarono all'ultima tappa esausti e con pochissime armi, praticamente senza munizioni: un fucile mitragliatore ed alcune bombe.
Il gruppo era composto da Monti (Giorgi Varazashvili), Barba (Giovanni Morandin, leggendario combattente della "Piave"), Castelli (Giuseppe Castelli) e da due alpini fra quelli prelevati al presidio di Tarzo. Era il primo pomeriggio; il gruppo si disperse attorno ad una casa, forse per celarsi meglio ed attendere la sera per sganciarsi e recarsi verso le Prealpi. Un testimone ci dirà di aver offerto loro del vino e che Monti, bevendolo disse: "Questo è il mio ultimo bicchiere".
Successivamente verso le due e mezzo di quel pomeriggio questi partigiani sbandati scorsero qualche movimento sospetto sul colle che si levava al di là della valle. Venne dato l'allarme; il gruppo salì a ventaglio su per il pendio e, all'improvviso, dalla costa, di fianco, in corrispondenza con lo sbocco della strada che sale da Vittorio Veneto, si scatenò l'inferno: erano arrivate le squadre dei militi del battaglione "Barbarigo" che sparavano con tutte le armi.
I nostri cercarono scampo, nel tentativo di raggiungere l'altro versante, ma furono bloccati da un dirupo impraticabile; si spostarono allora correndo a metà costa verso una selletta ai piedi di un'altura. Qui si compì la tragedia. Non avevano più possibilità di salvezza: i fascisti arrivavano da ogni parte.

## Suicidio altruistico
"Vedevo benissimo il Barba in piedi, immobile, con il mitragliatore imbracciato" - racconta un testimone -. "Tutto ad un tratto, vidi delle grandi scintille, - come una fiammata contro la sua arma: colpito in pieno, non so da che, venne scaraventato a terra: subito dopo, due, tremende esplosioni lacerarono l'aria, entro l'avvallamento, poi silenzio.
Solo s'udì l'accorrere dei militi al richiamo dei loro commilitoni.
Una bomba aveva squarciato il fianco del Barba provocando la fuoriuscita degli intestini; una seconda bomba era scoppiata ai suoi piedi.
I militi della MAS, felici per la "vittoria", trascinarono i patrioti con delle carriole da letame, chiamandoli "briganti".
Al Barba levarono il maglione di lana e gli strapparono i capelli colpendolo con calci; a Monti tolsero le scarpe e le calze. Castelli invece, fatto prigioniero, venne dileggiato lungo tutto il tragitto. Il giorno dopo, nonostante un suo ultimo tentativo di fuga, fu fucilato nella piazza antistante la chiesa di Salsa di Vittorio Veneto".

## Tributi post mortem
Il 25 gennaio 1971 il Presidente della Repubblica Giuseppe Saragat firmò il decreto su Giorgio Vorazoscyiliy "Monti" (Giorgi Varazashvili) che attribuiva la Medaglia di Bronzo al Valor Militare (alla memoria).

## L'enigma
Un libro del 2019, Jakov – Il figlio di Stalin partigiano in Italia, sostiene che in realtà dietro al nome di Giorgi Varazashvili si celasse Jakov Iosifovič Džugašvili, cioè il figlio maggiore di Stalin.
La ricerca, che ha per sottotitolo L'enigma del capitano Monti 1944/1945, si basa su materiale inedito (lettere, fotografie, interviste a testimoni), in aggiunta a due fatti noti: sulla morte di Jakov esistono versioni contrastanti quanto a date e circostanze, e il corpo di Giorgi fu misteriosamente trafugato.
Voci su una diversa identità del “capitano Monti” erano già circolate negli anni Sessanta del Novecento, come riportano Vittoria Giorgi e Anna Maria Stecconi in Non perdiamo la memoria (2009) e della nuova ricerca è coautrice la nipote di Varazashvili, figlia del figlio che lui ebbe da un'italiana nei mesi del partigianato.
A sostegno della tesi, coincidenze biografiche tra i due (nazionalità, cultura, professione, carriera militare ecc.) e un'asserita somiglianza da immagini comparate, oltre a episodi quali il periodico omaggio, ai tempi dell'Urss, di alte autorità sul luogo in cui morì Varazashvili.